# Дворец Плесс (Берлин)
«Дворец Плесс» (нем. «Palais Pless» или «Palast Pless», иногда фр. «Hôtel de Pless»), Плесский дворец — историческое здание по образцу французского отеля в стиле Людовика XIII в Берлине по адресу Вильгельмштрассе 78, существовавшее в 1875–1913 годах, резиденция князей Плесских.

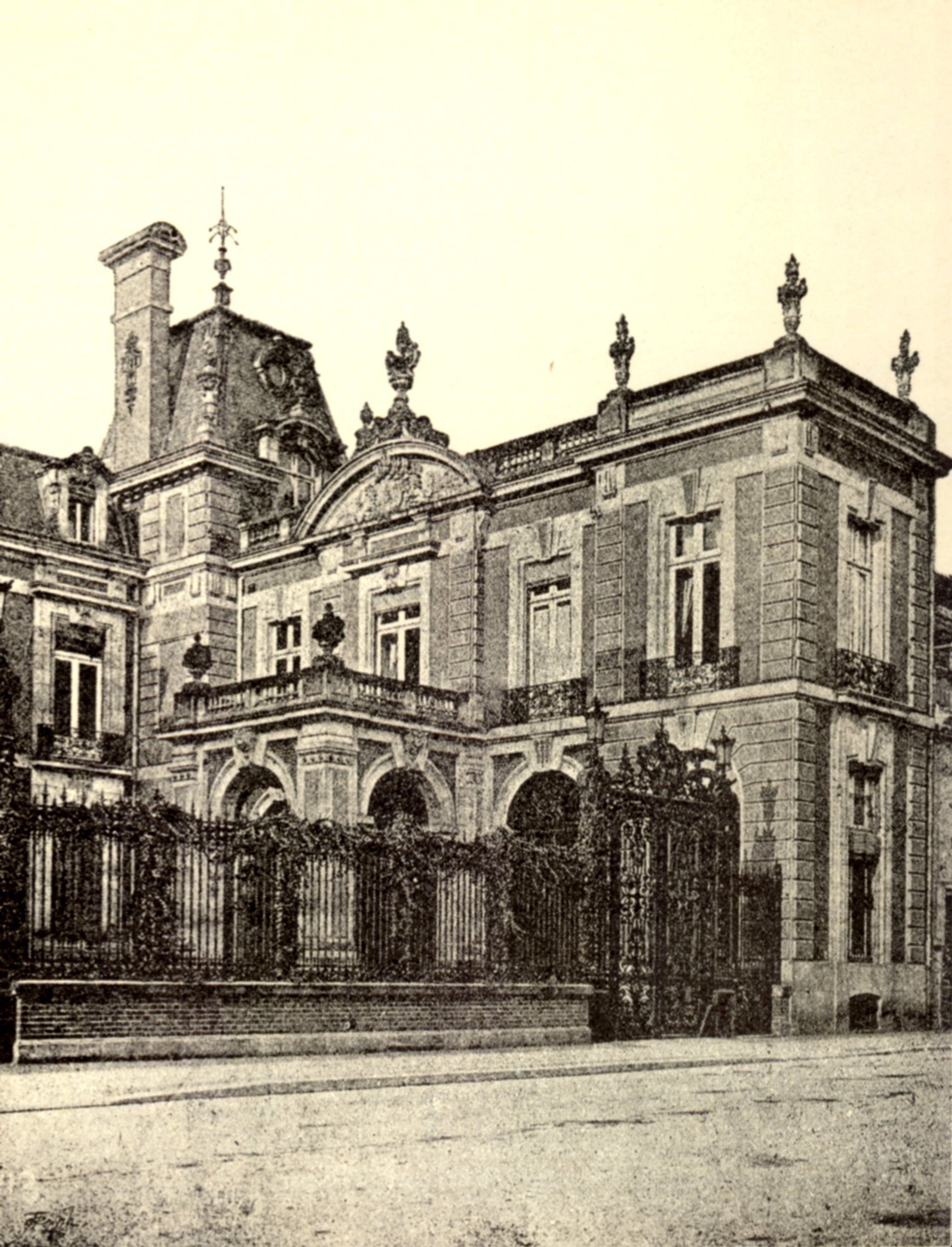
«Дворец Плесс» в 1896 году

## История

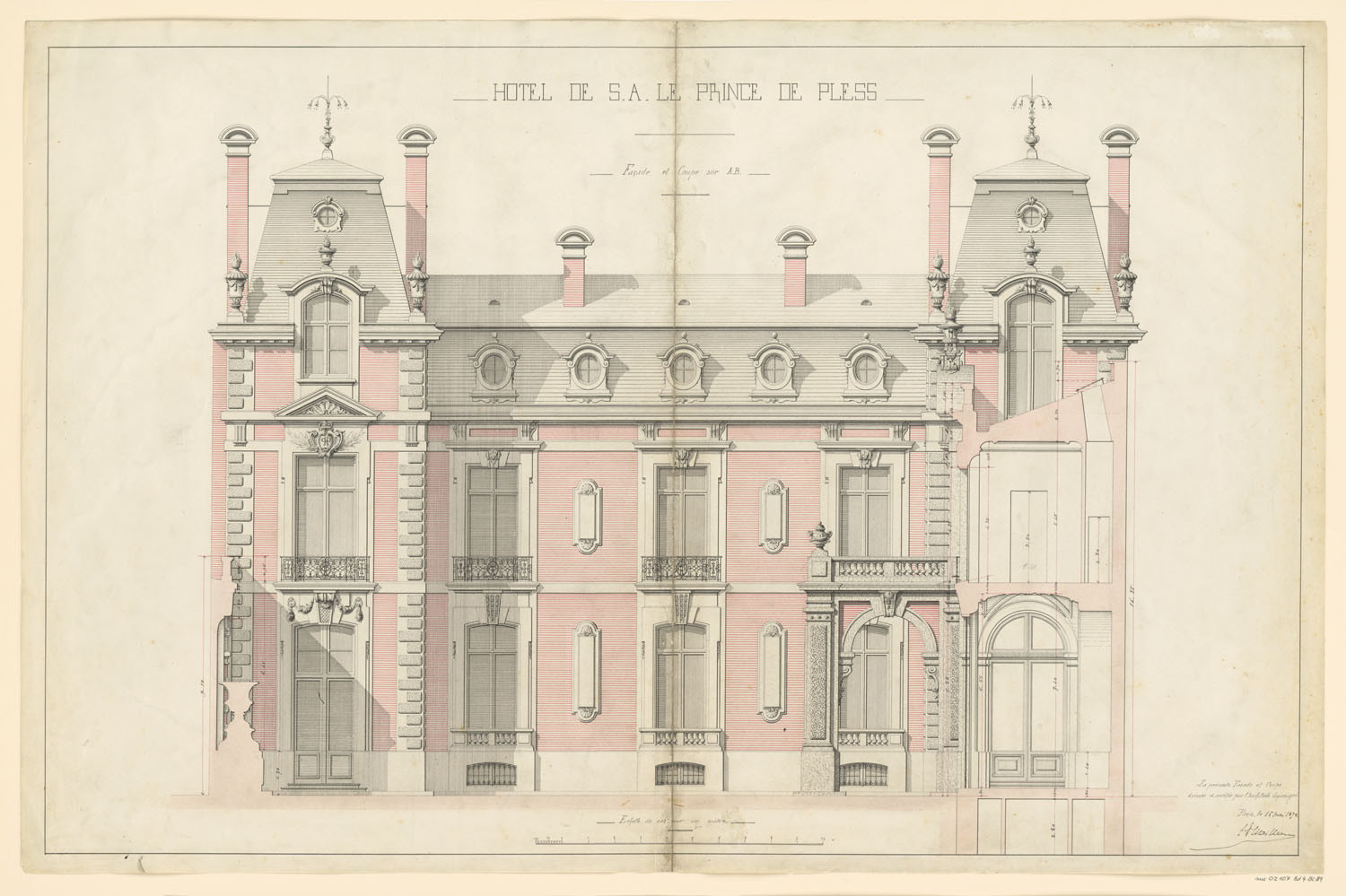
Эскиз фасада Плесского дворца, 1872 год

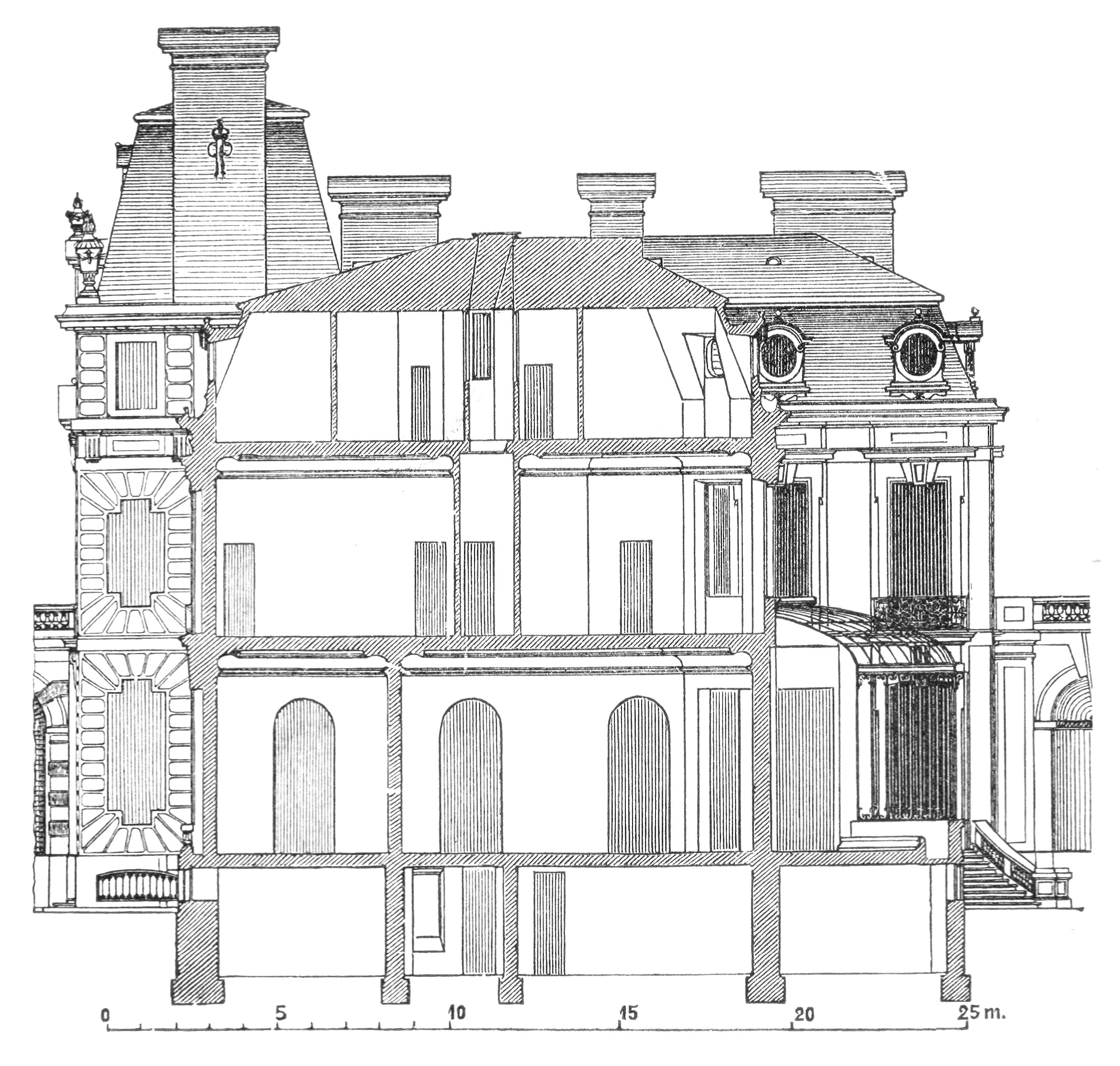
Вертикальная планировка дворца

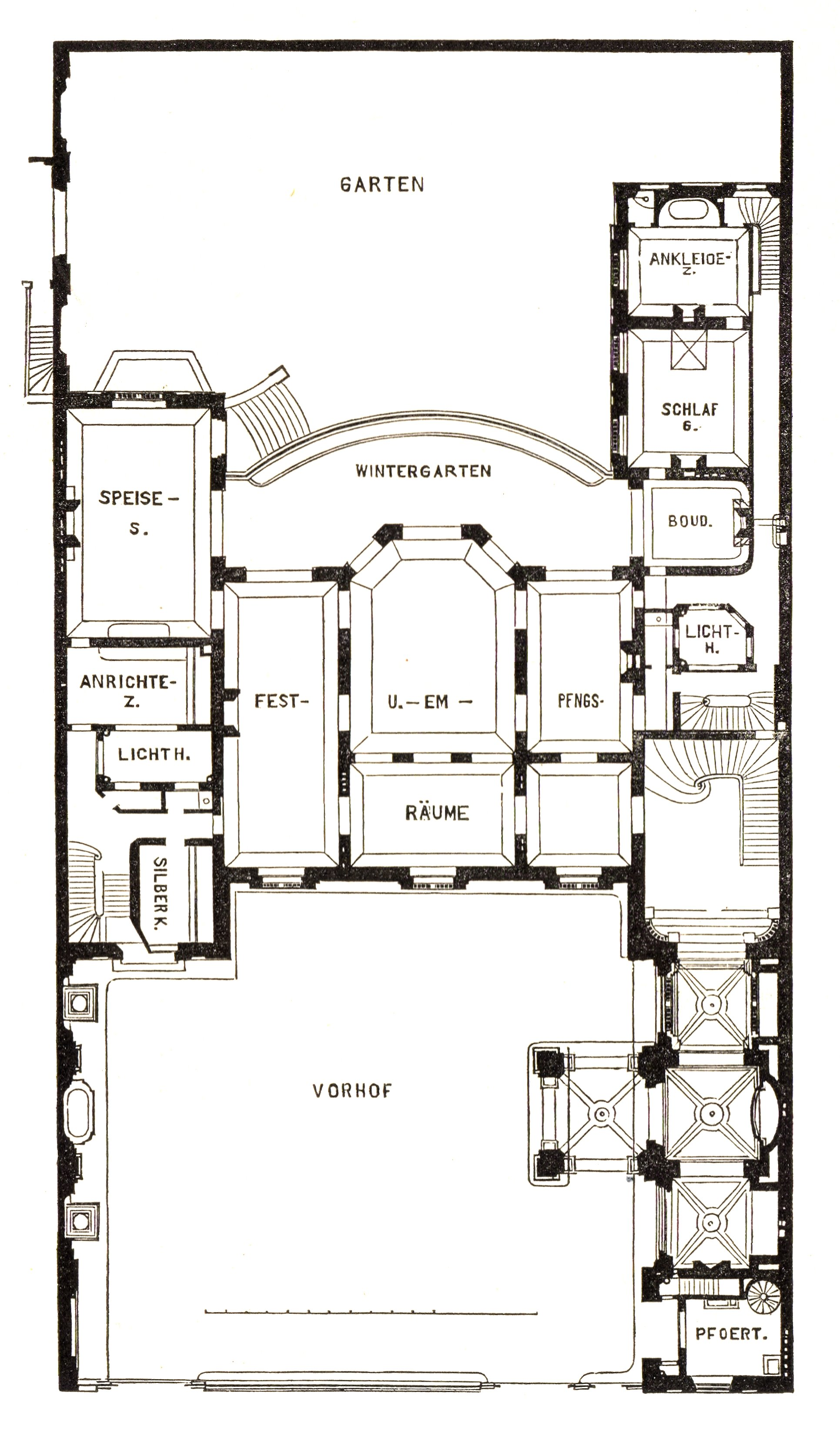
Планировка 1-го этажа дворца

После триумфальной победы во франко-прусской войне прусской армии, членом Генерального штаба которой в качестве королевского комиссара и военного инспектора добровольных санитарных отрядов являлся князь, впоследствии герцог Ханс-Хайнрих XI Плесский и последующего назначения на одну из высших придворных должностей оберст-егермейстера, силезскому аристократу и крупнейшему в стране помещику потребовалась столичная резиденция. В этих условиях князь Плесский покупает землю на месте бывшего «Дворца Маршалла» на углу Вильгельмплатц и Фоссштрассе для возведения последнего в истории Берлина аристократического дворца вопреки недовольству частными особняками на главной площади Германской империи нового рейхсканцлера князя Отто фон Бисмарка.
Фатальным для будущего Плесского дворца решением была уступка князем Хансом-Хайнрихом XI, срочно нуждавшимся в финансовых средствах после экономического кризиса, угловой доли земельного участка своему деловому партнёру барону Максимилиану фон Ромбергу, вскоре продавшему её Альберту Борзигу — спроектированное здание лишилось симметричного правого крыла и почти половины своей площади с курдонёром, а возведенный вскоре массивный, с крупными деталями фасада неоренессансный «Дворец Борзига» визуально затмил княжескую резиденцию.

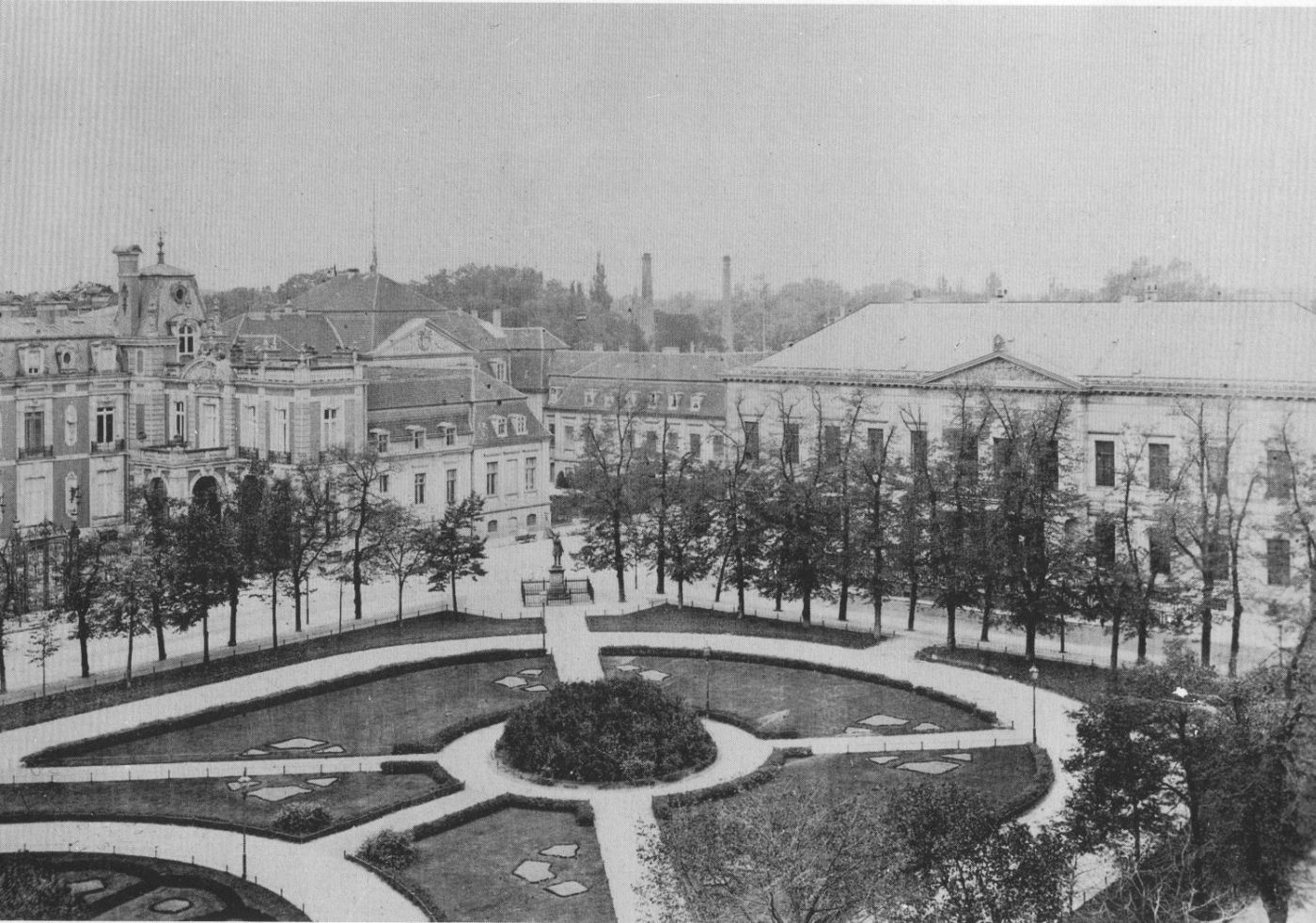
Вид на Плесский дворец (слева) с площади Вильгельмплатц в 1906 году

Строительство велось в 1872—1875 годах по заказанному в 1871 году французскому архитектору-истористу Ипполиту Детайё проекту по идеям Луи Лево подрядчиком Хайнрихом Лауенбургом под надзором «княжеского строительного инспектора» Жана-Батиста Лейендекера. Проекты интерьеров были выполнены французскими декораторами Эженом-Пьером Гурде (Eugène-Pierre Gourdet) и Жюлем-Эдмоном-Шарлем Лашезом (Jules-Edmond-Charles Lachaise). Использование  оригинальных материалов и привлечение рабочих из Франции породило ошибочные слухи в Берлине, о якобы требовании заказчика-франкофила, чтобы дворца «касалась только французская рука» — в действительности, князь, как предприниматель, хорошо умевший считать деньги, нанимал французов, поскольку их труд стоил дешевле, а мастерство было выше, чем у немецких рабочих.
Исключительный для Берлина образец французской архитектуры, несмотря на недоумение и насмешки обывателей, прозвавших дворец «Академией кровельщиков» и «Школой трубочистов», был высоко оценен экспертами за свой архитектурные и художественные особенности.

За исключением Дворца Плесс, я не знаю ни одного сколько-нибудь выдающегося здания среди новых архитектурных творений Берлина, несущего на себе единый стилистический облик во всех деталях.— Адольф Розенберг

С самого начала оно вызвало живой интерес в берлинских профессиональных кругах и получило высокую репутацию не только потому, что оно действительно признано очень значимым художественным достижением подлинно монументального и подлинно благородного характера, но и как образец превосходной работы отчасти французских мастеров и французского архитектора, которые перенесли на нашу почву живой пример всех преимуществ парижской школы.— Карл Эмиль Отто Фрич
Сразу ставший центром великосветской жизни Берлина дворец, использовался, предпочитавшими жить в гостиницах хозяевами, преимущественно для балов и приёмов, в частности в нём регулярно собирались члены ордена Белого оленя Святого Губерта, гроссмейстером которого являлся князь Ханс-Хайнрих XI. В отсутствие хозяев дворец был доступен для осмотра посетителями.

Однажды я сидела между двумя уважаемыми пожилыми господами, один из которых спросил меня, почему мы живём в отеле, а не в нашем собственном большом уродливом дворце на Вильгельмштрассе. Я ответила, что так предпочитает мой муж, потому что в нашем доме нет ванных комнат. - Боже мой! - сказал один из пожилых господ, - неужели он обязательно должен принимать ванну каждый день?— Княгиня Мэри-Тереза Плесская

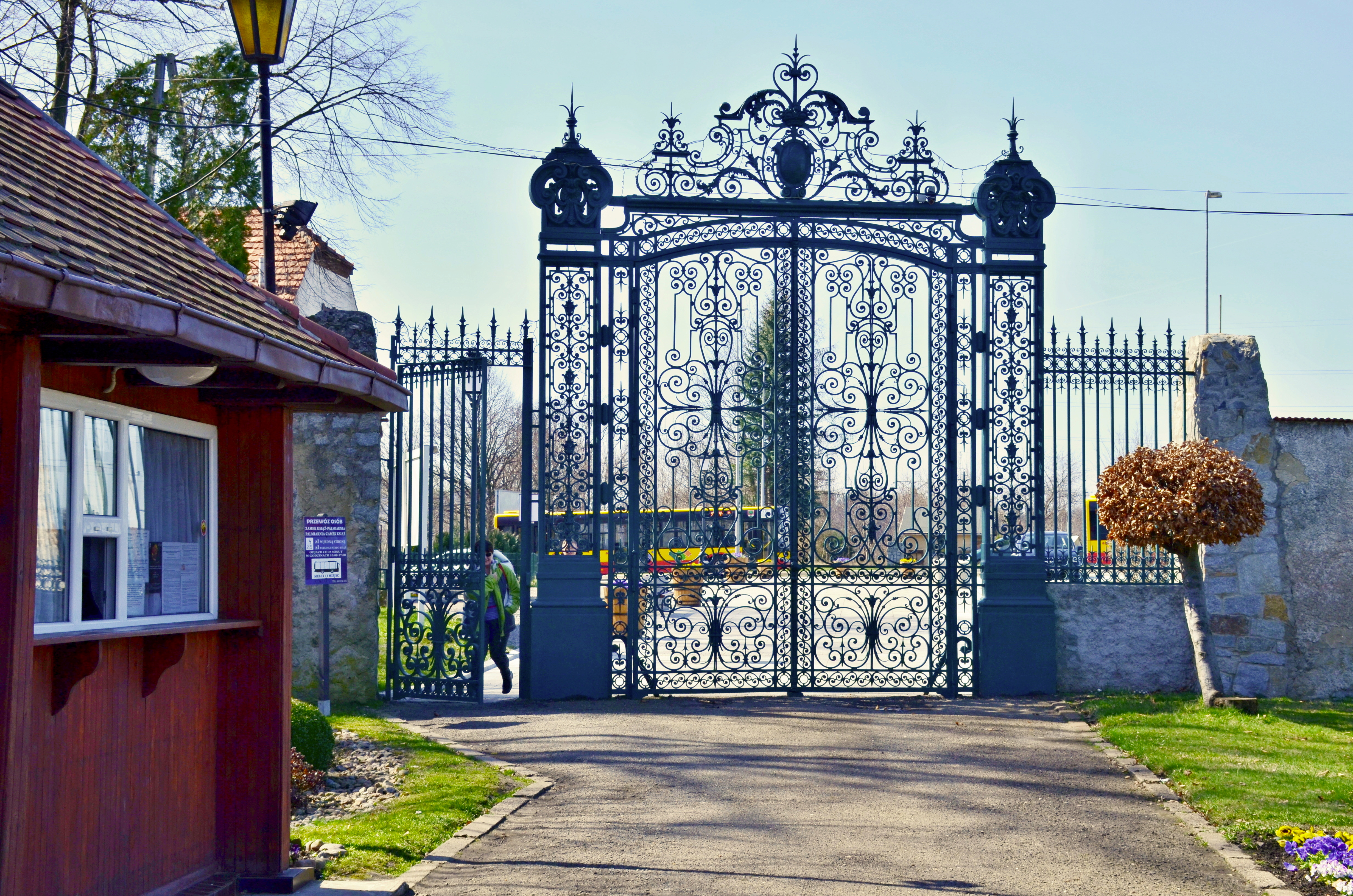
Ворота «Валбжихской оранжереи» в Любехове

В феврале 1910 дворец был продан по приказу князя Ханса-Хайнриха XV Плесского за 2,5 миллиона марок Людвигу Хайму и разобран, затем земельный участок продан Прусскому государству, впоследствии на месте дворца возведена Новая Имперская канцелярия. Ворота и ограда — единственные сохранившиеся детали дворца, были установлены у «Княжеской оранжереи» в деревне Либихау под замком Фюрстенштайн.

## Галерея
Коллекция эскизов интерьеров дворца из собрания «Метрополитен-музея»

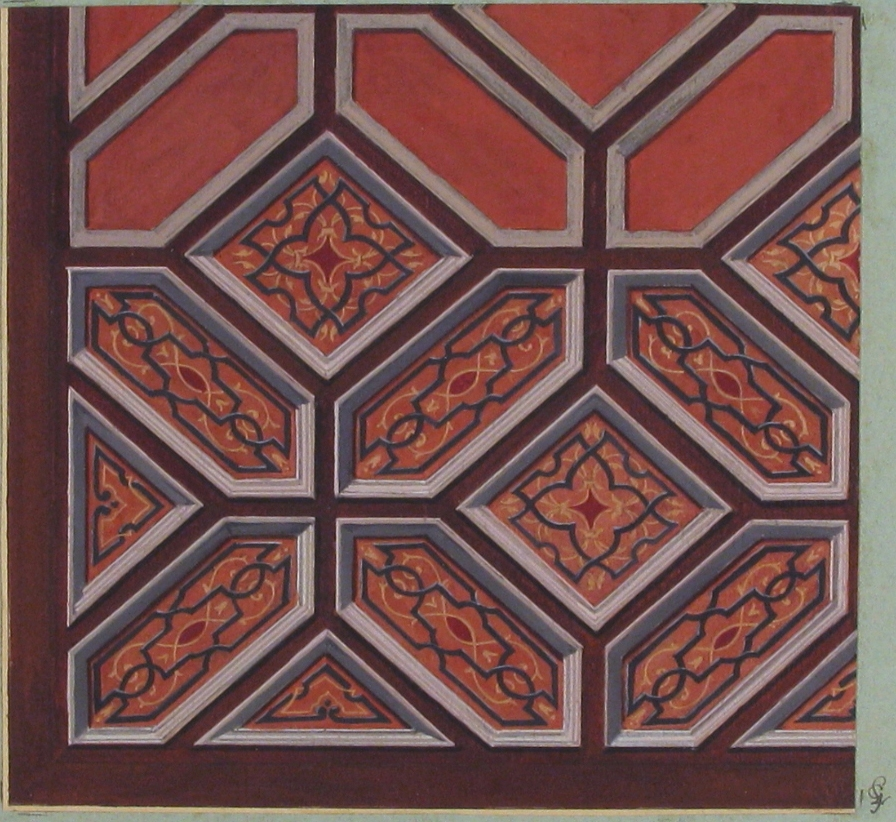
Потолочное украшение «Отеля де Плесс»
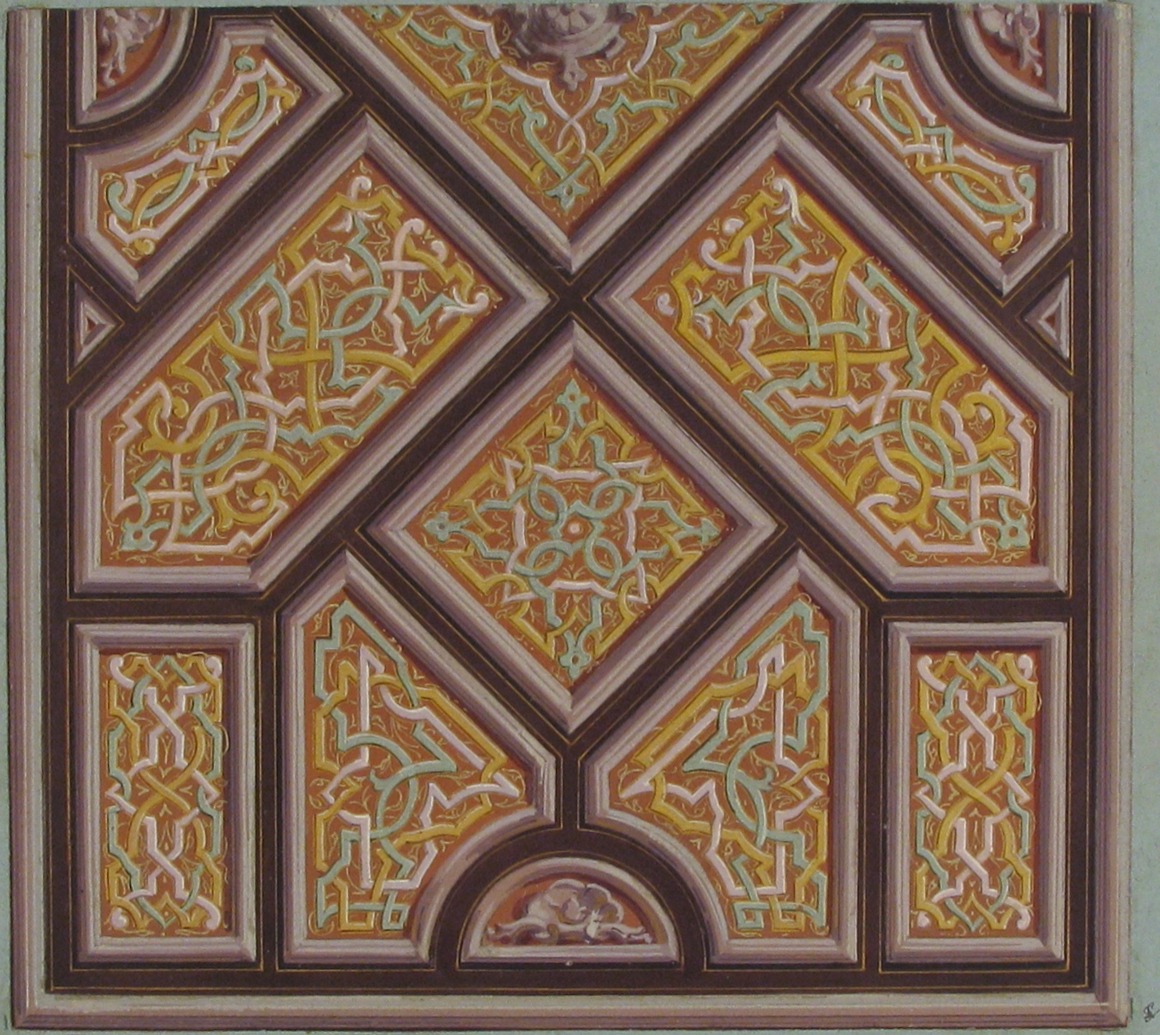
Украшение потолка столовой «Отеля де Плесс»